# Solteros de Juan Rosas
Solteros de Juan Rosas är en ort i Mexiko.   Den ligger i kommunen Papantla och delstaten Veracruz, i den sydöstra delen av landet, 220 km nordost om huvudstaden Mexico City. Solteros de Juan Rosas ligger 193 meter över havet och antalet invånare är 266.
Terrängen runt Solteros de Juan Rosas är platt åt nordost, men åt sydväst är den kuperad. Solteros de Juan Rosas ligger uppe på en höjd. Runt Solteros de Juan Rosas är det ganska tätbefolkat, med 230 invånare per kvadratkilometer. Närmaste större samhälle är Papantla de Olarte, 17,6 km nordväst om Solteros de Juan Rosas. Omgivningarna runt Solteros de Juan Rosas är en mosaik av jordbruksmark och naturlig växtlighet.